# William Petty
William Petty (Romsey, 26 de mayo de 1623-Londres, 16 de diciembre de 1687) fue un filósofo, médico, economista y estadístico inglés, miembro fundador de la Royal Society.

## Biografía
Petty nació en 1623 en Romsey, Inglaterra de padres de clase media baja. Estudió medicina y se hizo médico, en las universidades de Leiden, París y Oxford. Fue sucesivamente médico, profesor de anatomía en Oxford (1651), profesor de música en Londres, inventor, agrimensor y terrateniente en Irlanda, y miembro del Parlamento.
Petty tuvo extensas propiedades en Irlanda debido a su asociación con Oliver Cromwell y la Mancomunidad (Commonwealth). Fue por un tiempo breve miembro del Parlamento inglés. Fue un científico, inventor, empresario, y uno de los miembro fundadores de la Royal Society. Le fue concedido el título de sir en 1661. Fue abuelo de William Petty Landsdowne, primer marqués de Lansdowne (más conocido como el segundo conde de Shelburne), quien se desempeñó como primer ministro de Gran Bretaña, 1782-1783.
Es conocido por sus escritos de historia económica y estadística previos al trabajo de Adam Smith. Sus trabajos más famosos son los de tipo demográfico, Aritmética política y títulos similares, en los que se trata del primer intento de entender las relaciones entre la población y la economía. Fue creador del término pleno empleo y formulador de la Ley de Petty.

## Pensamiento

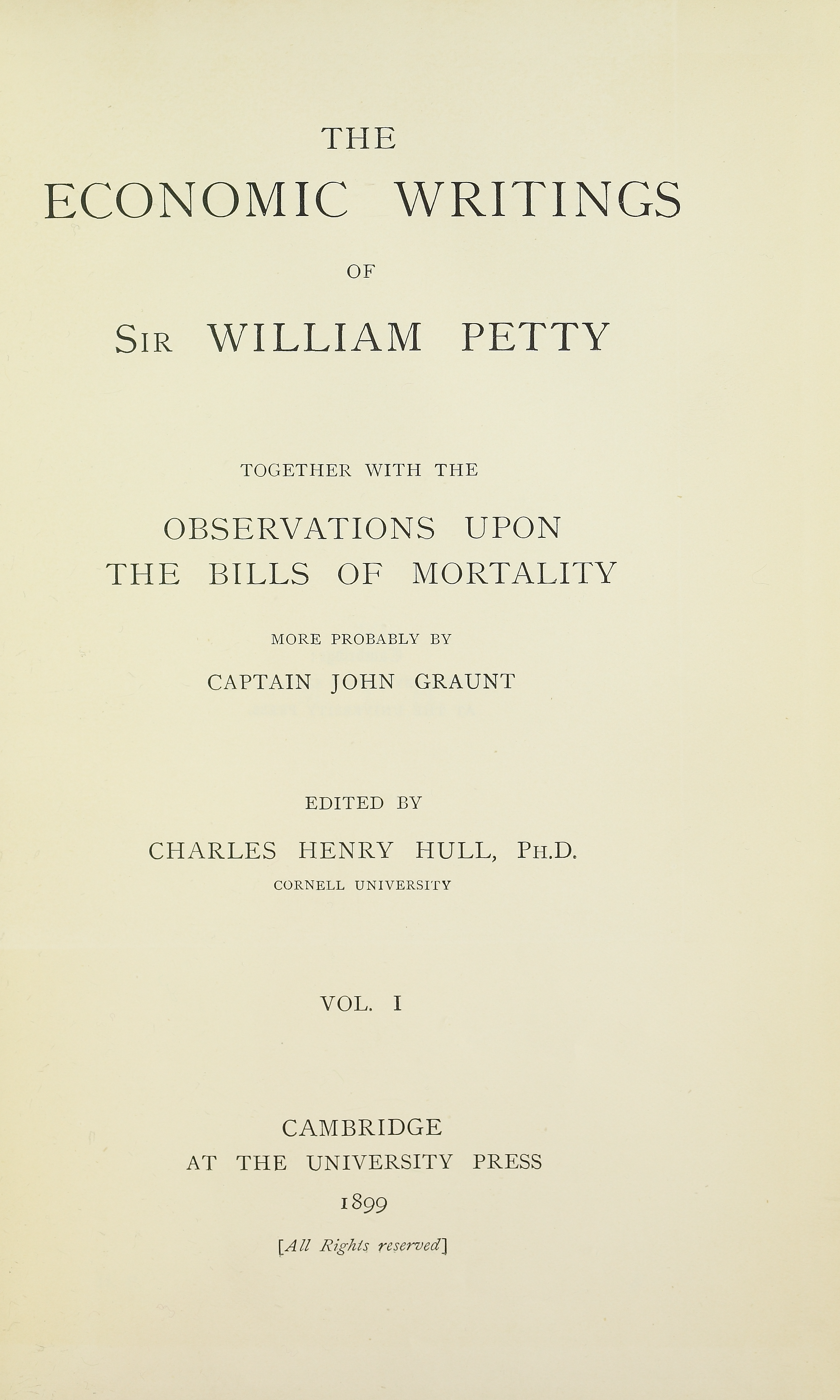
Economic writings, 1899

Consideraba que las funciones estatales debían comprender, además de las tradicionales (defensa, justicia, etc.), tres funciones adicionales: sostenimiento de las escuelas y colegios; financiamiento de los orfanatos y cuidado de los necesitados; y finalmente, mantenimiento de los caminos, corrientes navegables, puentes y puertos. No obstante enrolarse en el Mercantilismo, su cita favorita, el aristotélico "el mundo rechaza el ser mal gobernado", anunciaba la aparición de las ideas liberales.
Como fórmula básica para el establecimiento de impuestos, Petty aducía que los hombres debían contribuir al Estado según la participación y el interés que tuvieran en la "paz pública", es decir, conforme a sus "posesiones o riquezas". Consideraba, sin embargo, que la gente era remisa a pagar impuestos (por escasez de moneda, inconveniencia de la época de pago, inequidad, o porque se suponía que el soberano pedía más de lo que necesitaba y que su finalidad era el esplendor superfluo de éste y su corte, etc.). Sostenía que los impuestos no debían ser tan altos como para reducir los fondos que eran menester para mantener el comercio de la nación; no eran perjudiciales en tanto se los invirtiera en productos nacionales (entendiendo que los impuestos volvían directamente al pueblo). Le parecía que eran esencialmente justos los impuestos sobre el consumo (que cada persona pagara impuestos en proporción a lo que disfrutaba o a sus gastos), y que fomentando la frugalidad se incrementaría la riqueza de la nación. Los impuestos sobre las importaciones y las exportaciones debían aplicarse de modo razonable y en cierta medida selectivamente (aplicar un derecho de importación alto sobre los bienes fabricados en Inglaterra); había que cobrar impuestos muy reducidos o no cobrar tributos sobre las materias primas necesarias para las industrias inglesas. Los impuestos sobre la exportación nunca debían exceder del punto en que elevaran el costo del producto por encima del propio exigido por los competidores de otras naciones. Se oponía a otros tipos menores de impuestos (sobre los monopolios, porque fomentaban su creación; sobre las loterías, pues afirmaba que si la lotería debía ser explotada, correspondía que lo fuera por el Estado, y no por los intereses privados, etc.).
Su trabajo ha constituido el primer tratamiento sistemático de tributación'.

## Publicaciones
- A Treatise of Taxes and Contributions (1662)
- Verbum Sapienti or an Account of the Wealth and Expences of England, and the Method of raising Taxes in the most Equal Manner (1665, publicada en 1691)
- Anatomía política de Irlanda (Political Anatomy of Ireland) (1671-1672, publicado en 1691);
- La Aritmética política (Political Arithmetick or a Discourse concerning the Extent and Value of Lands, People, Buildings,... etc. As the same relates... to the Territories of ... Great Britain,... Holland, Zealand, and France) (escrito aprox. 1672-1676, publicado 1690);
- Quantulumcunque Concerning Money (1682, publicado 1695);
- Another Essay in Political Arithmetick concerning the Growth of the City of London (1682, publicado 1683);
- Observations (and further Observation) upon the Dublin Bills of Mortality (1683 y segunda edición 1686);
- Two Essays in Political Arithmetick concerning London and Paris (1687);
- Observations upon the Cities of London and Rome (1687);
- Five Essays in Political Arithmetick (1687); y
- A Treatise of Ireland (escrito en 1687, publicado en 1899)